# Northlands Coliseum
Il Northlands Coliseum è un'arena coperta situata a Edmonton, in Alberta, provincia del Canada. Ospita gli Edmonton Rush della NLL. Ha ospitato gli Edmonton Oilers della NHL e gli Edmonton Oil Kings della WHL.

## Storia
L'arena venne inaugurata il 10 novembre 1974 con il nome di Northlands Coliseum. Successivamente divenne Edmonton Coliseum nel 1995, Skyreach Centre nel 1998 e Rexall Place nel 2003, quando durante la stagione NHL 2003-2004 i diritti di denominazione furono acquistati dalla società farmaceutica Rexall, parte del gruppo Katz Group Canada, che li mantenne sino al 31 agosto 2016; scaduti i termini di sponsorizzazione, la struttura sportiva ha riassunto il nome originario di Northlands Coliseum.
All'esterno del palazzetto si trova una statua in bronzo dell'ex capitano degli Oilers e icona dell'hockey canadese Wayne Gretzky.

## Eventi importanti
- 1978 - Giochi del Commonwealth
- 1983 - Universiadi
- 7 febbraio 1989 - NHL All-Star Game
- 22 Luglio 1999 - ...Baby One More Time Tour
- 2004 - WWE Backlash
- 16 marzo 2008 - NLL All-Star Game